# Compoundsystem
Das Compoundsystem (compound auf Deutsch: Gelände, Gehege, im erweiterten Sinne ein „Verbund“) bezeichnet in Südafrika eine historische Form von eingezäunten und bewachten Bergarbeitersiedlungen. Darin lebten männliche Bergarbeiter, meist Schwarze, unter Verhältnissen einer familiären Deprivation und ungünstigen hygienischen Rahmenbedingungen. Das Compoundsystem war ein funktioneller Bestandteil der Wanderarbeitsstrukturen zwischen den Reservaten und den Bergbauzentren, später auch unter Einbindung umliegender britischer und portugiesischer Kolonien.

## Entstehung
Zu Beginn waren die Compounds einfache Baracken aus Holz- oder Eisenkonstruktionen auf dem Bergbaugelände von Diamanten-, Gold- und Kohlelagerstätten. Etwa 15 Jahre nach der Entdeckung der Diamantenlagerstätte von Kimberley, um 1885, errichteten einzelne Bergbauunternehmen ein System geschlossener Compoundsiedlungen, um ihre schwarze Arbeiterschaft darin unterzubringen. Die Siedlungen waren eingezäunt und enthielten neben den Wohnbaracken für die schwarzen Kontraktarbeiter auch Wachhäuser mit bewaffnetem Wachpersonal des Unternehmens. Cecil Rhodes und Joseph Robinson gehörten zu den ersten Bergbauunternehmern, die das Compoundsystem stark ausbauten.
Der unerlaubte Verkauf von Diamanten (englisch: illicit diamond buying, IDB) war in den 1870er und 1880er Jahren eine der größten Problemstellungen für die Bergbauunternehmen. Zwischen einem Drittel und der Hälfte aller Diamanten wurden gestohlen und illegal gehandelt.
Vor 1885 waren die schwarzen Arbeiter der Claimbesitzer in Zelten oder Schuppen nahe der Abbaustellen untergebracht, genossen jedoch nach der Arbeit ihre individuelle Freizügigkeit. Die geschlossenen Compoundsiedlungen unterbanden die freie Bewegungsfähigkeit der Bergarbeiter.

## Ausstattung und Bauweise
Die Ausstattung in der Compoundanlage war sehr karg. Innerhalb der Hütten, in Etagen übereinander gab es Bettstellen aus Beton. Der Fußboden bestand anfangs aus Lehm; da er sich wegen der permanenten Feuchtigkeit als ungesund erwies, später aus Beton. Einfachste Waschräume gab es erst um 1900 innerhalb der Gebäude. Für den persönlichen Besitz der Bewohner waren keine festen Behältnisse vorgesehen. Fahrräder, Kleidung und andere Gegenstände hingen von der Decke und waren möglichen Dieben ausgeliefert. Viele Hütten hatten keine Öfen, keine funktionell sinnvolle Belüftung und nach Eintritt der Dunkelheit waren sie zunächst unbeleuchtet. Elektrisches Licht wurde erst später eingeführt. Auf Grund dieser Unterbringungsweise konnte für die Bewohner keine Privatsphäre entstehen. Die Toiletten bestanden aus einer langen Sitzbank für 20 Personen. Die Waschräume für die individuelle Körperhygiene glichen offenen Arealen. Nach den Traditionen der schwarzen Bevölkerung war es undenkbar, dass der Sohn seinen nackten Vater zu sehen bekam. Das Compoundsystem griff in solche Sozialbeziehungen grundlegend ein.
Über die Jahrzehnte hatte sich eine Bauweise herausgebildet, nach der die Hütten ohne Zwischenräume einen großen rechteckigen bzw. quadratischen Hof umschlossen, der durch einen kontrollierten Durchlass betreten oder verlassen werden konnte. Das bebaute Areal hatte einen eisernen Zaun als äußere Begrenzung, der in seinem oberen Bereich mit Stacheldraht zusätzlich gesichert war.
Einige Verbesserungen in der Ausstattung gab es 1903, als die Bergbauunternehmen versuchten, chinesische Arbeiter einzubeziehen. Dieser Versuch währte nicht lange, hinterließ jedoch einen leichten Qualitätsgewinn in der Ausstattung der Beherbergungen.
Bis in die 1930er Jahre waren in den einzelnen Räumen der Hütten 40 und mehr Männer untergebracht. Mitte der 1940er Jahre änderte sich die Belegung und es kamen nun 16 bis 20 Männer auf einen Schlafraum.

## Ernährung
Für die Ernährung der Bergarbeiter sorgten eigene Großküchen im Compound. Die kleine Mahlzeit (lambalaza) bestand aus einem ungesüßten Haferbrei, Brot, Kaffee und Zucker. Danach arbeiteten die Männer im Bergwerk. Nach der Schicht erhielten sie die Hauptmahlzeit. Diese bestand aus einem Brei auf Maisgrundlage, mit Bohnen und Maiskörnern sowie aus Gemüse und einem fleischhaltigen Eintopf. Rohes Fleisch stand wöchentlich pro Person bis maximal drei Pfund zur Verfügung und wurde zwei- oder dreimal in der Woche in den Räumen ausgereicht.
Als Getränk gab es in unbegrenzter Menge Marewu, ein vergorenes, nichtalkoholisches Getränk aus Maismaische. Zudem gewährten die Bergbaugesellschaften pro Mann zwei Schoppen mit Millet beer (kaffir beer) dreimal in der Woche.

## Die Einwohner und ihre hierarchische Beziehungen
Die zahlenmäßig größte Gruppe waren die einfachen Bergarbeiter. In einem Compound konnten etwa 3000 Männer beherbergt werden. Sie lebten hier nach Sprachgruppen kulturell getrennt. Das waren Sotho, isiXhosa und Xitsonga sprechende Personen. Das Alltagsleben verlief zwischen den Gruppen in getrennter Weise.
Zunächst lagen die Herkunftsregionen der Bergarbeiter relativ nah bei den Bergbauzentren. Als sich ein höherer Arbeitskräftebedarf ergab, wurden Arbeiter aus ferner gelegenen Regionen angeworben, wobei damalige Verwaltungsgrenzen überschritten wurden. Die Anwerbung neuer Arbeiter in Portugiesisch-Ostafrika, Nord- und Südrhodesien sowie in Njassaland und in Regionen nördlich des 22. südlichen Breitengrades übernahm die Witwatersrand Native Labour Association. Die Arbeitskraftgewinnung aus der Südafrikanischen Union selbst und von den High Commissioner Territories lief über die Native Recruiting Corporation. Die vorrangige Einbindung schwarzer Arbeitskräfte in den umfangreichen südafrikanischen Bergbau bildete einen Meilenstein in der frühen Rassentrennungspolitik und der sich daraus entwickelten Apartheid. Die Macht der Bergbauunternehmen über ihre Kammer (Chamber of Mines) wurde schon frühzeitig dazu genutzt, politischen Einfluss auf die Regierungsstellen auszuüben, um die Arbeiter in den Compounds politisch zu entmündigen und ihre Flexibilität (Mitarbeiterbindung) am Arbeitsmarkt extrem einzuschränken. Eines der wichtigsten Mittel dazu boten die Regelungen der Passgesetze. Das Compoundsystem diente auf diese Weise zur Disziplinierung der Bergarbeiter. Die monopolartig ausgerichteten Rekrutierungssysteme beförderten stets genügend konkurrierende Arbeitsanwärter in die Bergbauregionen. Auf diese Weise ließ sich eine Konkurrenz der Bergbauunternehmen untereinander weitgehend ausschalten und die Löhne niedrig halten. Jedoch entwickelte sich ein Spannungsverhältnis im Arbeitskräftebedarf zwischen dem Bergbau- und Agrarsektor des Landes. Beide Sektoren organisierten zunehmend die faktische Rechtlosigkeit ihrer nichteuropäischen Beschäftigten zum Nutzen der Unternehmensgewinne und zur Stärkung der kolonialen Herrschaftsstrukturen, die schließlich in den Apartheidstaat Südafrika und in die ähnlichen Verhältnisse im von ihm annektierten Südwestafrika mündete.
Die Binnenorganisation des Compounds hatte mehrere Ebenen. In jedem Unterbringungsraum gab es einen gewählten Stubenältesten, den Sibonda. Dieser ordnete die Verhältnisse, teilte Dienste ein und schlichtete kleinere Konflikte. Die Funktion war ein Ehrenamt und deshalb standen die Sibonda auf der Seite der Arbeiter.
Auf der nächsten Ebene befanden sich die Compoundpolizisten. In vielen Fällen hatten die Bergwerksverwaltungen mit dieser Aufgabe Zulu betraut. Zwischen ihnen und den anderen ethnischen Gruppen bestand ein Dauerkonflikt mit Hasselementen. Sie trugen Stöcke, bewachten das Lager und schliefen mit den Arbeitern. Ihnen oblagen die Kontrolle der wartenden Menschenschlangen vor den Hygieneeinrichtungen und der Küche sowie das Wecken der jeweiligen Schichtmannschaft. In deren Zuständigkeit lag auch die Suche nach gestohlenen Dingen oder gefährlichen Waffen. Ebenso fahndeten diese Lagerpolizisten nach Alkohol und Dagga, einer narkotisierenden Hanfdroge. Der ethnisch instruierte Konflikt garantierte den europäischen Verwaltern die Macht und ihre faktische Existenz vor Ort.
Über den Compoundpolizisten stand der Induna. Das war eine vom Bergwerksverwalter erwählte Person aus dem Kreise der Arbeiter, auch als Boss Boy bezeichnet. Dieser lebte in einem eigenen Raum, erhielt einen höheren Lohn und bessere Verpflegung. Der Induna organisierte die Arbeitsabläufe und trat als Streitschlichter auf. Die Akzeptanz der Induna war unterschiedlich. Mitunter erlebten sie Ablehnung, weil sie nicht von den Arbeitern gewählt worden waren. In anderen Fällen wandten sie sich zu Besserung der Lage im Compound an außenstehende Chiefs in der Heimatregion der jeweiligen ethnischen Gruppe. Der Induna musste seine Aufgabe zwischen den Interessen seiner Bergbaugesellschaft und ihrer Arbeiterschaft ausbalancieren.
Der Compoundverwalter, eine europäischstämmige Person, stand an der Spitze der Lagerverwaltung. In dessen Pflichten lag die gesamte Funktionsfähigkeit des Compounds und der untertägigen Arbeitsabläufe. Zugleich übte er über alle Arbeiter das Disziplinarrecht aus, wozu auch weiße Mitarbeiter gehörten.

## Gesundheitliche Fragen
Neben den gesundheitlich-medizinischen Begleiterscheinungen bei Massenunterkünften mit schlechten hygienischen Rahmenbedingungen gab es zudem spezifische Krankheitsrisiken. Die geographische Lage der transvaalischen Bergbaugebiete im Binnenland und ihre Höhe über dem Meeresspiegel bedingten kalte Nächte. Die Temperaturdifferenz zwischen den Ortsstößen in den Bergbauschächten und der Übertagesituation war erheblich. Viele Bergleute starben deshalb an Lungenentzündung. Besonders hart traf es angeworbene Männer aus heißen Gebieten Afrikas, wie den heutigen Staaten Sambia, DRC und Tansania. Ein damaliger Minister für Eingeborenenangelegenheiten bezeichnete um 1913 den weiteren Einsatz solcher Personen „kaum etwas anderes als Mord“. Seitens der Unionsregierung wurde daraufhin der Anwerbung von Arbeitskräften aus diesen Gebieten Grenzen gesetzt.

## Weiterführende Literatur
- Ruth First: Black Gold: The Mozambican Miner, Proletarian and Peasant. Harvester Press, Brighton 1983, ISBN 0312083181
- John M. Smalberger: I.D.B. and the Mining Compound System in the 1880s. In: South African Journal of Economics, Vol. 42, Ausgabe 4, S. 247–258